# Hey!
| Оценки критиков | Оценки критиков |
| Источник        | Оценка          |
| --------------- | --------------- |
| AllMusic        | [ 1 ]           |

Hey! (Эй!)— студийный альбом Хулио Иглесиаса, выпущенный в 1980 году, на лейбле Columbia Records.
В США в 1984 году (то есть это произошло уже позже, на волне успеха в США других альбомов Иглесиаса) диск добрался до 189 места в чарте Billboard 200, а в 1993 году до 4 места в Billboard Top Latin Albums.
В Бразилии к настоящему времени альбом продался в более чем 2 миллионах экземпляров. Также диск по продажам стал золотым в Нидерландах и в США.
Альбом входит в список «100 дисков, которые нужно иметь перед концом света» (исп. Los 100 discos que debes tener antes del fin del mundo), опубликованный в 2012 году компанией Sony Music.

## Список композиций
1. «Por ella» («For Her»)
2. «Amantes» («Lovers»)
3. «Morriñas» («Homesickness»)
4. «Viejas tradiciones» («Old Traditions»)
5. «Ron y coca cola» («Rum And Coca Cola»)
6. «Hey» («Hey!») 4:58
7. «Un sentimental» («I Am Sentimental»)
8. «Paloma blanca» («White Dove»)
9. «La nave del olvido» («The Ship Of Forgetfulness»)
10. «Pájaro chogüi» («Chogui Bird»)

## Чарты
| Чарт (1984)                      | Наив. поз. |
| -------------------------------- | ---------- |
| США (Billboard 200)              | 189        |
| Чарт (1993)                      | Наив. поз. |
| США (Billboard Latin Pop)        | 3          |
| США (Billboard Top Latin Albums) | 4          |

### Сертификации и продажи
| Регион                                                      | Сертификация | Продажи   |
| ----------------------------------------------------------- | ------------ | --------- |
| Бразилия                                                    | —            | 2,200,000 |
| Нидерланды (NVPI)                                           | Золотой      | 50 000^   |
| США (RIAA)                                                  | Золотой      | 500 000^  |
| ^ Данные о тиражах приведены только на основе сертификации. |              |           |